# Magallanes (Cavite)
Pour les articles homonymes, voir Magallanes.
Magallanes est une municipalité de la province de Cavite, aux Philippines.